# 山本幾生
山本幾生（やまもと いくお、1953年-　）は、日本の哲学研究者、関西大学教授。

## 来歴
長野県生まれ。1976年関西大学文学部哲学科卒、78年同大学院修士課程修了、1982年大阪大学大学院人間科学研究科人間学専攻修士課程修了、85年博士課程単位取得退学。関西大学文学部助教授、教授。2004年「実在と現実」で関西大学文学博士。

## 著書
- 『実在と現実 リアリティの消尽点へ向けて』関西大学出版部 2005
- 『現実と落着　無のリアリティへ向けて』関西大学出版部、2014

### 翻訳
- 『ハイデッガー全集 第45巻(第2部門 講義 1919-44) 哲学の根本的問い 「論理学」精選「諸問題」』共訳 創文社 1990
- 『ディルタイ全集 第6巻 倫理学・教育学論集 1』小笠原道雄,大野篤一郎共編集・校閲 法政大学出版局 2008

## 参考
- [ISBN　978-4-87354-571-4]